# اتین داگو
اتین داگو (فرانسوی: Étienne Dagon‎؛ زادهٔ ۱۳ سپتامبر ۱۹۶۰) شناگر اهل سوئیس بود.